# Komunistická strana Indonésie
Komunistická strana Indonésie (Partai Komunis Indonesia, PKI) byla indonéská politická strana, jejíž ideologií byl komunismus. Od roku 1966 je zakázána.

## Historie
V roce 1914 založil v Jakartě Henk Sneevliet Indické sociálnědemokratické sdružení (Indische Sociaal-Democratische Vereeniging, ISDV), v němž původně převažovali Nizozemci, časem se však přidávali i domorodci, roku 1917 začal vycházet v indonéštině deník Soeara Merdeka. Pod vlivem říjnové revoluce se Sneevliet pokusil v Nizozemské východní Indii organizovat sověty a byl za to vypovězen ze země. Roku 1920 strana přijala název Perserikatan Komunis di Hindia a jejím předsedou se stal Semaun, o rok později se stala prvním asijským členem Kominterny. Roku 1924 se přejmenovala na Komunistickou stranu Indonésie. V roce 1926 se strana pokusila o ozbrojený převrat, který byl potlačen, výsledkem byl zákaz PKI a uvěznění většiny jejího vedení, předseda strany Musso odešel do exilu v Moskvě.
Komunisté pod vedením Amira Sjarifuddina se výrazně zapojili do odboje proti japonské okupaci a po válce podporovali nezávislost Indonésie, premiér Sultan Sjahrir je proto přizval do koaliční vlády. V září 1948 však propukla Madiunská aféra, kdy se PKI pokusila převzít moc ve státě, po potlačení vzpoury byla řada jejích předáků popravena a strana byla postavena mimo zákon. V roce 1950 prezident Sukarno činnost PKI znovu povolil, na sjezdu v lednu 1951 byl zvolen předsedou ambiciózní mladý intelektuál Dupa Nusantara Aidit. V roce 1955 se konaly parlamentní volby, v nichž komunisté získali 16,4 % hlasů a stali se nejsilnější opoziční stranou. V roce 1958 komunisté pomohli Sukarnovi potlačit vzpouru skupiny pravicových důstojníků zvané Permesta, došlo k určitému názorovému sblížení mezi nimi a prezidentem, který prosazoval ideologii marhaenismus, jejímž základem byla „řízená demokracie“, státní kontrola ekonomiky, antikolonialismus a heslo Nasakom (akronym slov „nacionalismus, náboženství, komunismus“). PKI rostla, s téměř třemi miliony členů byla největší komunistickou stranou mimo východní blok, v jejím vedení zároveň sílila orientace na maoistickou Čínu.
V roce 1965 Indonésii zachvátila politická krize, jejíž příčinou byly jak územní spory o Západní Novou Guineu a Severní Borneo, po nichž se Sukarno zcela odvrátil od Západu, tak sociální neklid na venkově, kde komunisty řízená organizace Barisan Tani Indonesia volala po rozdělení půdy mezi drobné rolníky. Sukarno se snažil situaci uklidnit tím, že přizval komunisty do vlády, ale 30. září došlo k vraždě šesti vysokých důstojníků. Ve vzniklém chaosu převzal 2. října s podporou USA moc v zemi velitel zvláštních jednotek KOSTRAD generál Suharto, obvinil Komunistickou stranu Indonésie z pokusu o státní převrat a zahájil násilnou likvidaci všech komunistů a jejich sympatizantů. Během následujícího půl roku bylo na různých místech Indonésie zavražděno obrovské množství lidí (odhady se pohybují mezi půl milionem a dvěma miliony). Americký dokumentarista Joshua Oppenheimer ve svém filmu Způsob zabíjení dokazuje, že na kampani se vedle armády podíleli různí zločinci a sadisté, politické čistky přerostly v etnické a náboženské násilí i obyčejné vyřizování osobních účtů. Obvinění byli vražděni s celými rodinami, desetitisíce dalších osob byly uvězněny v koncentračních táborech, z nichž nejobávanější byl na ostrově Buru. Dne 22. listopadu byl vojáky chycen a popraven předseda KSI Aidit. Z celého vedení strany přežil pouze Sudisman, který se na konci roku 1966 pokusil obnovit činnost strany, ale byl zatčen a popraven. Část komunistických aktivistů se uchýlila do odlehlého kraje okolo města Blitar, kde se na počátku roku 1968 pokusili vyvolat povstání, ale byli poraženi. Části straníků se podařilo odejít do zahraničí, nejpočetnější exilová skupina se usadila v Albánii, kde vydávala časopis Api Pemuda Indonesia a provozovala indonéské vysílání Radia Tirana.
Ani po pádu diktátora Suharta nebyla PKI obnovena, zájemci o práci ve státních službách musejí podepsat, že nejsou komunisty, armáda se odmítá za masakry omluvit. Prezident Abdurrahman Wahid sice označil zákaz komunistické strany za protiústavní, narazil však na takový odpor, že se neodvážil zákaz zrušit.
O převratu v roce 1965 a následných represích pojednává kniha Jiřího Dienstbiera Noc začala ve tři ráno a film Petera Weira Rok nebezpečného života.